# Sedilo
Sedilo (en sard, Sèdilo) és un municipi italià, dins de la província d'Oristany. L'any 2007 tenia 2.445 habitants. Es troba a la regió de Barigadu. Limita amb els municipis d'Aidomaggiore, Bidonì, Dualchi (NU), Ghilarza, Noragugume (NU), Olzai (NU), Ottana (NU) i Sorradile.

## Administració
| Període | Identitat              | Partit        |
| ------- | ---------------------- | ------------- |
| 2005-   | Francescangelo Putzolu | Llista cívica |

## Galeria d'imatges

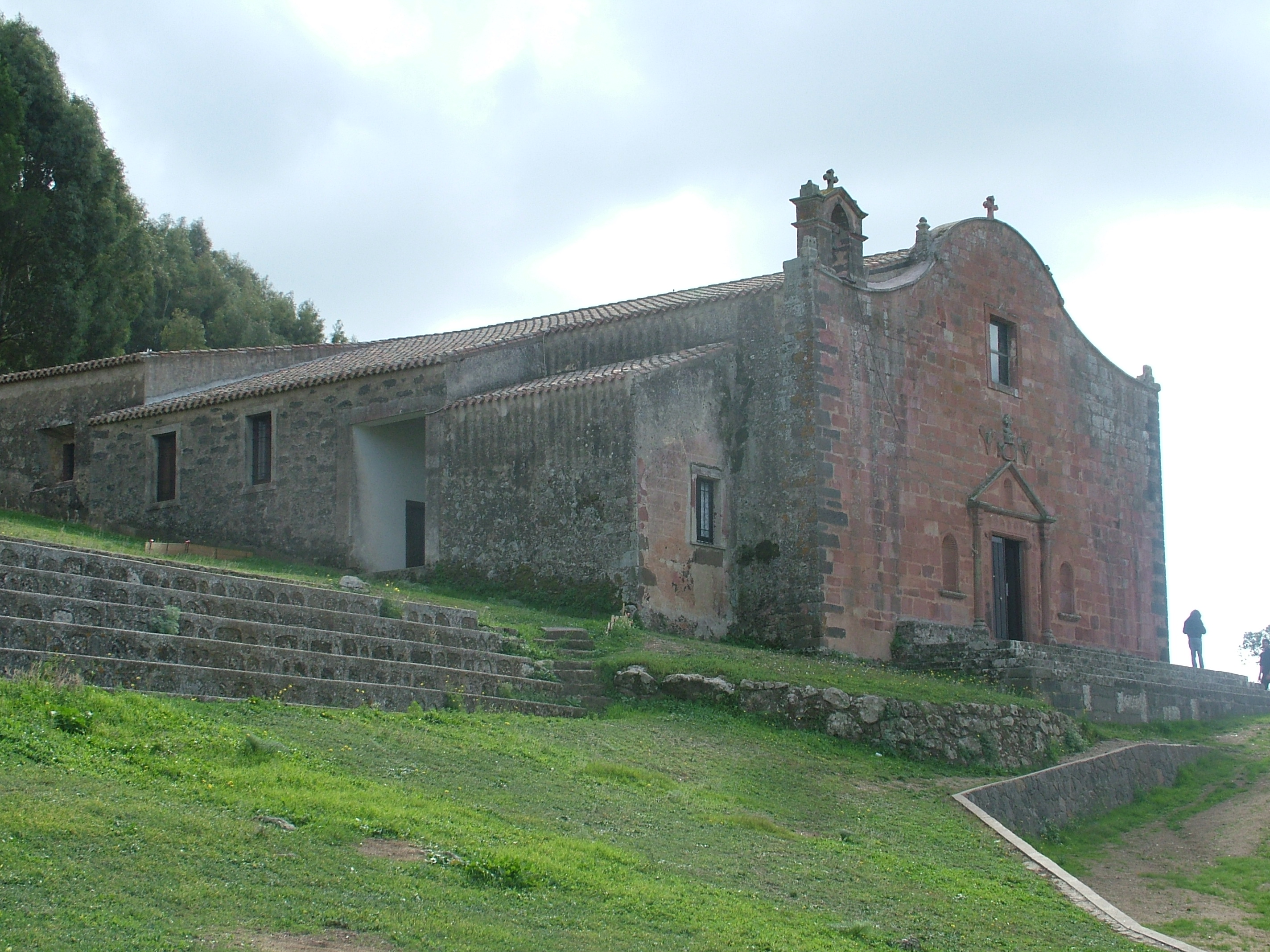
El santuari dedicat a Sant Constantí
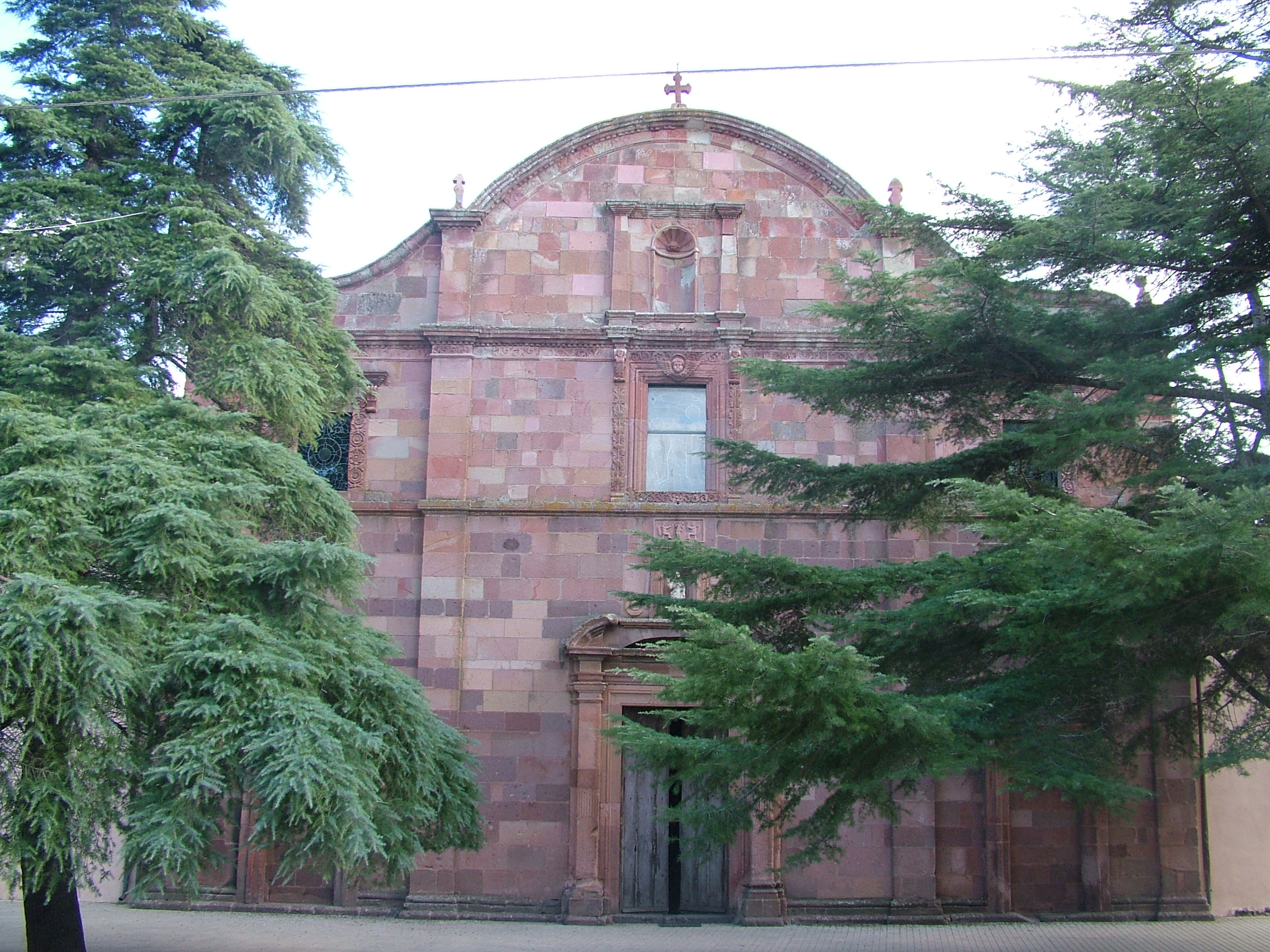
La façana de l'església parroquial
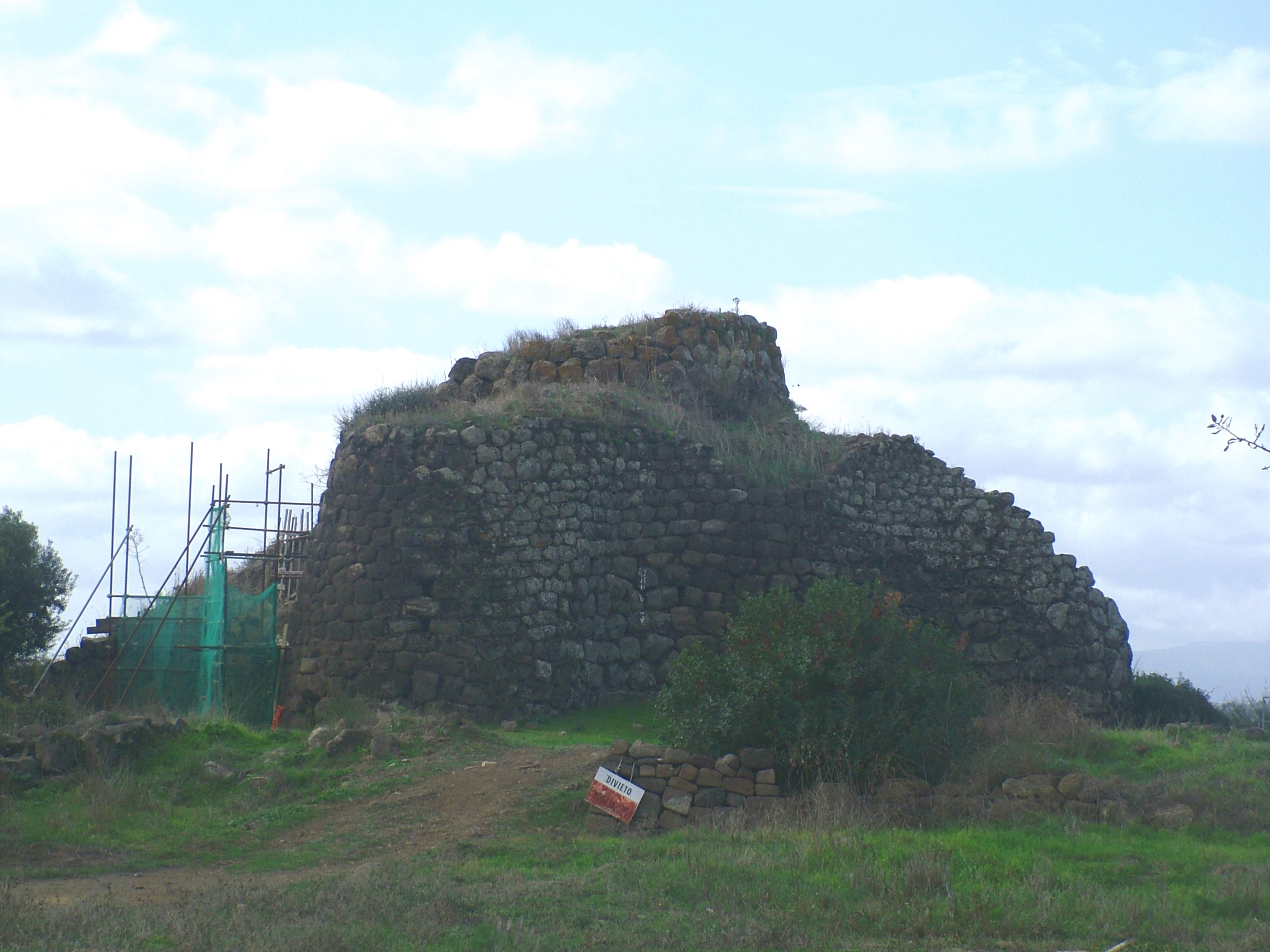
El nuragh "Iloi"